# Valbargos
Valbargos és una entitat de població del municipi d'Argalo a la comarca de la Noia, província de la Corunya, Galícia.

## Parròquies de Noia
Parròquia: divisió administrativa gallega equivalent a una entitat de població
- Santa María de Argalo
- Barro (Santa Cristina)
- Boa (San Pedro)
- Noia (San Martiño)
- O Obre (Santa Mariña)
- Roo (Santa María).